# NGC 2174
NGC 2174 ist ein H-II-Emissionsnebel im Sternbild Orion, der etwa 6400 Lichtjahre von der Erde entfernt ist.

Die Größe des Nebels beträgt circa 40 Bogenminuten. Der Durchmesser beträgt 75 Lichtjahre. Er wird auch Affenkopfnebel genannt, weil er dem Kopf eines Makaken ähnlich sieht.
Das Objekt wurde am 6. Februar 1877 von Édouard Stephan entdeckt.

HST-Aufnahme mit einem Ausschnitt des Nebels
Infrarotaufnahme der gleichen Stelle, Hubble-Weltraumteleskop